# Trockengummierung
Die Trockengummierung ist eine besondere Form der Beschichtung von Papieren, um sie für eine einfache Verklebung vorzubereiten. Die bekannteste Anwendung ist die Gummierung von Briefmarken und von Laschen der Briefkuverts. Auch Bier- und Weinflaschen werden heute häufig mit trockengummierten Etiketten ausgestattet. Trockengummierte Papiere werden zur Verklebung leicht befeuchtet und auf das Substrat aufgedrückt. Die Trockengummierung erleichtert das spätere Ablösen mit Hilfe von Wasser um ein zerstörungsfreies Entfernen des Aufklebers bei Sammlern zu ermöglichen oder um die etikettierte Verpackung, meist Glas, einer Wiederverwendung oder einem Recycling zuzuführen. im Gegensatz hierzu müssen nassgummierte Etiketten erst im Etikettierprozess mit einem Nassleim beschichtet werden, um eine Verklebung zu ermöglichen.
Sind die Laschen von Versandtaschen trockengummiert, werden sie on der Fachsprache der Postversender Kuverts genannt. Briefhüllen die selbstklebend ausgestattet sind, werden in der Regel Briefumschläge genannt. Eine Briefhülle hat die Klappe an der breiten Seite, bei einer Versandtasche hingegen ist der Verschluss an der schmalen Seite.
Trockengummierung wurde in der Vergangenheit sehr viel bei Briefmarken eingesetzt. Heute werden Briefmarken meist selbstklebend auf einem Abdeckpapier verkauft. Jedoch tragen auch diese Briefmarken eine Trockengummierung unter der selbstklebenden Beschichtung, um das Ablösen durch eine Einweichen in Wasser für Sammler zu ermöglichen. Das besondere an dieser Gummierungsart ist, dass sie fast unsichtbar ist. Die Beschichtung wirkt etwas stumpf und rau. Im Kontakt mit Wasser wird sie leicht glitschig-klebrig.
Bei der Herstellung der Trockengummierung dringt diese mehr oder weniger stark in das Papier ein. Daher werden meist spezielle nassfeste Papiere oder ein spezielles Briefmarkenpapier verwendet. Die Zusammensetzung dieser besonderen Gummierungsart besteht aus einem hohen Anteil an Stärke oder synthetischen Leim.